# Piliocolobus preussi
Il colobo rosso di Preuss (Piliocolobus preussi Matschie, 1900) è un primate catarrino della famiglia di cercopitecidi.
Un tempo veniva considerato una sottospecie di Piliocolobus badius (Piliocolobus badius preussi).
La specie è endemica del Camerun, dove vive unicamente nei dintorni del Lago Barombi Mbo, nella parte occidentale del paese: la maggior parte degli esemplari vive nel Parco nazionale di Korup. Si ritiene che le popolazioni della specie vissute in Nigeria orientale, invece, si siano oramai estinte.

Predilige le parti basse della foresta pluviale primaria, nei pressi di fonti d'acqua permanenti.
Gli animali di questa specie presentano testa nera, dorso nero con zone di color arancio e coda, fianchi e guance di colore rosso brillante.
Pur essendo stato il loro stile di vita assai poco studiato e quindi ancora poco conosciuto, si ritiene che non differisca poi eccessivamente da quello delle specie congeneri: si tratterebbe quindi di animali diurni ed arboricoli, che vivono in gruppi composti da due o tre maschi e numerose femmine coi cuccioli, all'interno dei quali vige una rigida gerarchia. Come altri colobi, si nutre prevalentemente di foglie, prediligendo quelle giovani ed i germogli, ma non disdegnando di mangiare ogni tanto anche frutti e fiori.